# Katedralen i Lichfield
Katedralen i Lichfield, formellt Heliga Jungfru Maria och Sankt Chads katedralkyrka (engelska: Lichfield Cathedral/Cathedral Church of the Blessed Virgin Mary and St Chad) är en katedral belägen i Lichfield i Staffordshire i Storbritannien. Katedralen tillhör den Engelska kyrkan och är också biskopssäte i Lichfields stift. Byggnaden är uppförd i gotisk stil, klassas som Grade I listed building av Historic Buildings and Monuments Commission for England och är den enda medeltida katedralen i England med tre tornspiror.

## Historik

### Anglosaxiska eran – Mercia stift

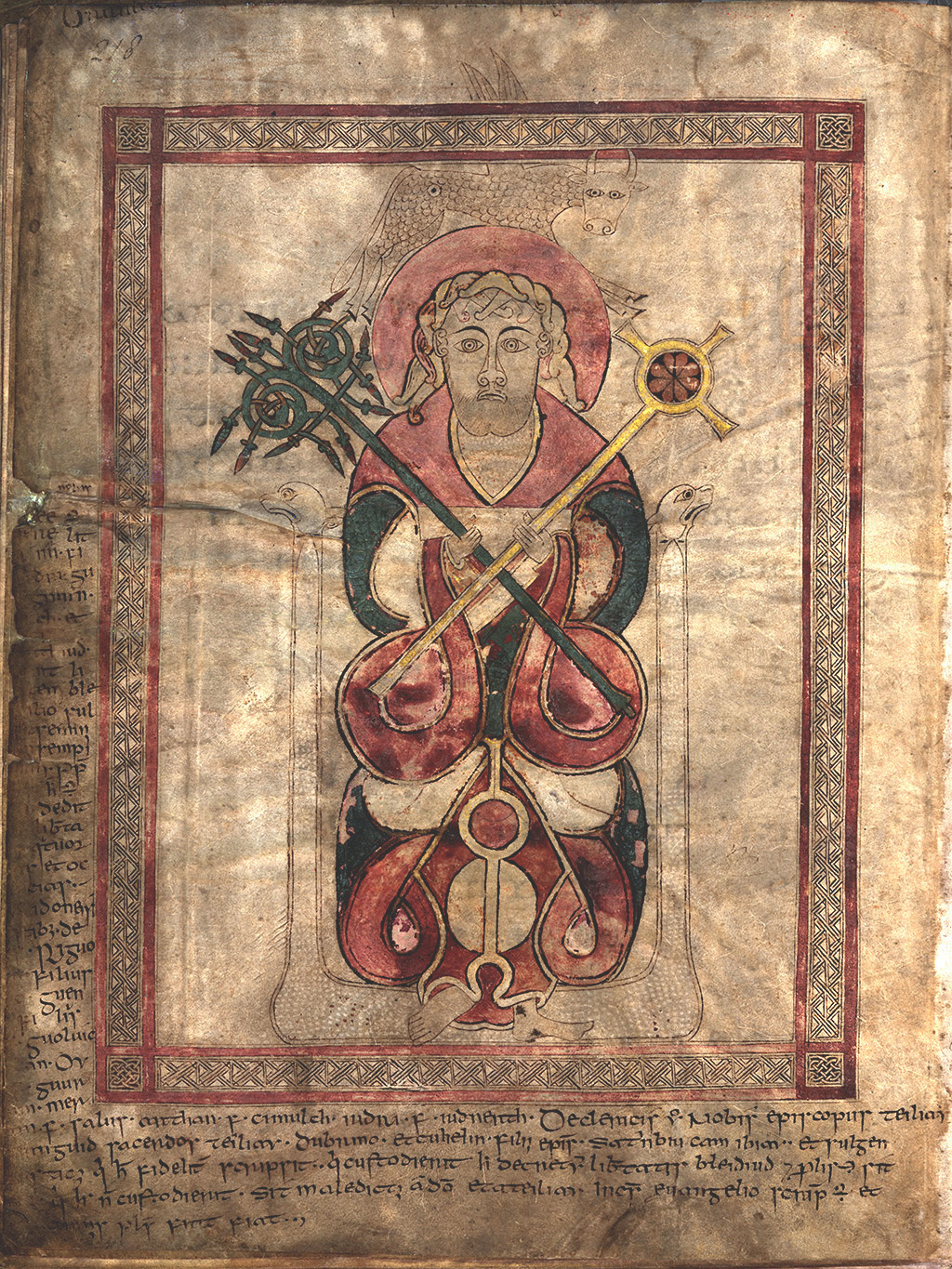
Illustration föreställande sankt Lukas i Lichfieldevangelierna.

Enligt Beda venerabilis grundades Lichfields stift under den anglosaxiska eran, när prästen Diuma utsågs till biskop för mellananglerna och mercerna. Årtalet anges som 656 e.Kr. Det första biskopssätet låg i Repton. När Chad av Mercia, även kallade Ceadda, utsågs till biskop för mercerna och kungadömet Lindsey 669 beslutade han att flytta biskopssätet till Lichfield.
Chad intar en särskild roll i stiftet, och tidigt efter hans död blev hans grav en vallfärdsplats. Graven fanns i en kyrka helgad till jungfru Maria. På juldagen år 700 invigdes en ny gravkyrka helgad till Sankt Peter och relikerna flyttades dit. Idag är sankt Chad stiftets och katedralens skyddshelgon.
Under den anglosaxiska perioden skapades Lichfieldevangelierna eller Chads evangelier, som under århundraden funnits i katedralens i Lichfield ägo. Manuskripten innehåller hela Matteus- och Markusevangelierna samt de första kapitlen av Lukasevangeliet. Böckerna framställdes under första halvan av 700-talet och är skrivna med den kalligrafi som utvecklades på Irland och Storbritannien under perioden. Det är inte fastställt var manuskripten tillverkades, men Irland, Northumbria, Wales och Mercia har framhållits som troliga områden, med Lichfield som en tänkbar plats i Mercia. Totalt finns 236 bevarade ark, varav åtta sidor är illuminerade och fyra innehåller inramad text.

### Normandiska eran – Coventry och Lichfields stift
År 1075 sammankallade ärkebiskop Lanfranc en synod i London, som beslutade att biskoparna i första hand skulle verka i de större städerna. Den förste normandiske biskopen av Lichfield, Peter, fick därför order att flytta sitt biskopssäte till Chester.
Redan näste biskop, Robert de Limesey, flyttade biskopssätet vidare från Chester till Coventry 1102, efter att ha blivit abbot av benediktinerklostret där. Biskopssätet stannade i Coventry i till 1220-talet, men kollegiatstiftet i Lichfield fortsätte att fungera under dekanens och kapitlets ledning. Kanikerna i Lichfield fortsatte att utöva inflytande över stiftet. En av periodens biskopar, Roger de Clinton (1129–1148), kallades omväxlande biskop av Lichfield och Coventry, Lichfield och slutligen Coventry och Lichfield. Vid biskopsvalet 1161 var domkapitlet i Coventry och kapitlet i Lichfield helt eniga om biskopsvalet. Men när kanikerna i Coventry 1149 och 1184 utsåg en ny biskop utan att tillfråga bröderna i Lichfield överklagade de senare valet till påven och vägrade de nyvalda biskoparna tillträde till katedralområdet. Liknande tvister uppstod 1199 och 1215. Först efter att påven 1224 löst frågan genom att utse en egen kandidat beslutades att biskopsvalen skulle alternera mellan de båda domkapitlen. Det fungerade rimligt väl, och från 1228 fram till reformationen var stiftet känt som Coventry och Lichfields stift.
De normandiska biskoparna lätt bygga om den befintliga träkatedralen från 700-talet till en stenkyrka, vilken sedan tillsammans med Sankt Peters gravkyrka kom att utvecklas till dagens gotiska katedral. Det är oklart exakt var de två tidigare byggnaderna låg, men sannolikt mycket nära den befintliga katedralen. Under större delen av 1200-talet växte katedralen till med ett nytt klerestorium, ett centralt placerat torn, nya tvärskepp och ett ombyggt mittskepp och sidokapell med krypta. Det åttkantiga kapitelhuset stod klart på 1240-talet, och de tre tornspirorna var troligen färdiga 1323. Mariakapellet bakom högaltaret färdigställdes senast 1336.

### Reformationen

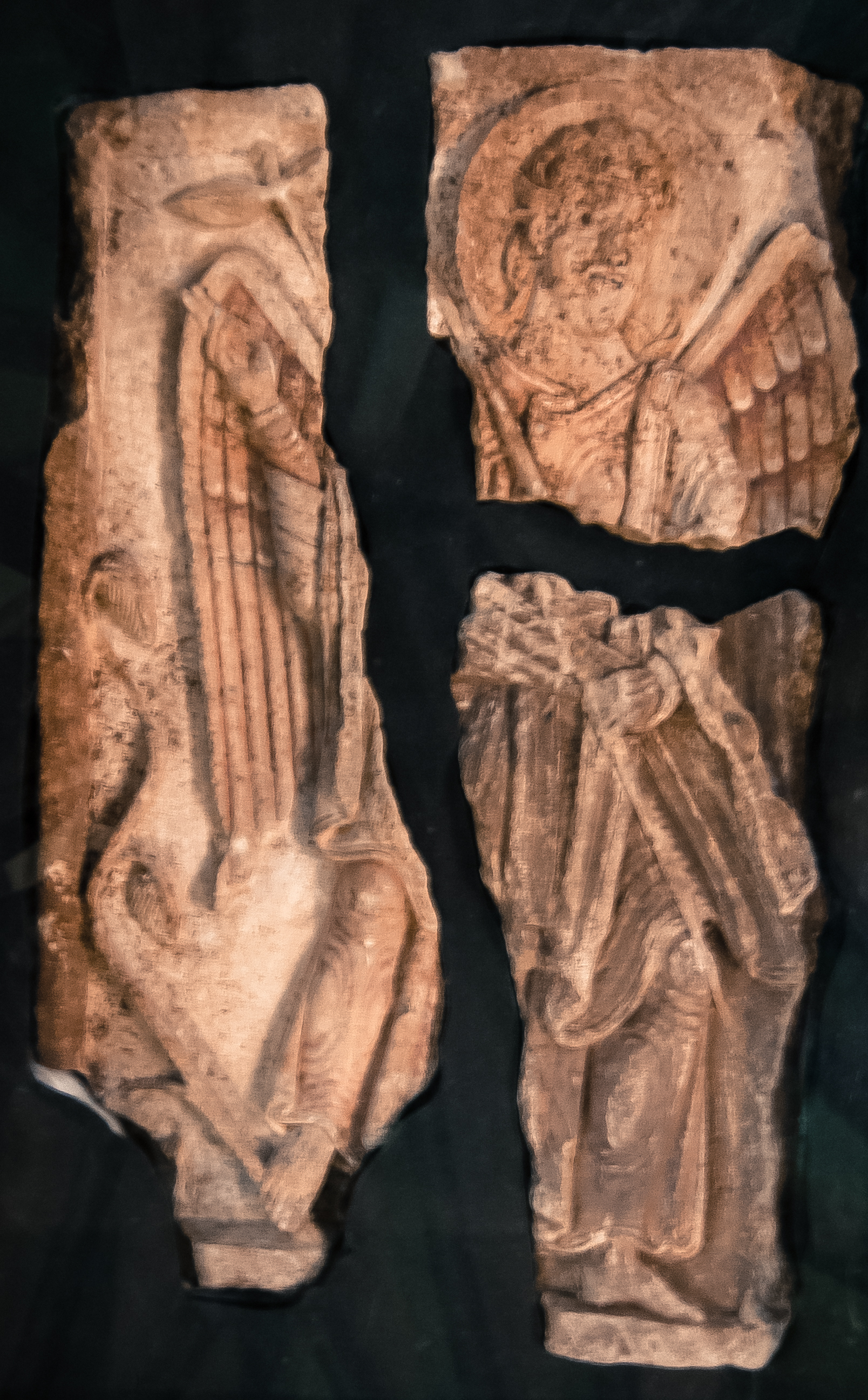
En skulpterad kalkstensplatta föreställande ärkeängeln Gabriel upptäcktes under katedralens mittskepp 2003. Plattan tros ha tillhört en stenkista där relikerna efter Sankt Chad förvarats.

Henrik VIII:s reformation medförde omfattande förändringar katedralen. Klosterupplösningen innebar att munkkapitlet i Coventry upplöstes 1539. Katedralen blev därmed återigen biskopssäte, och sekulärkapitlet i Lichfield blev ensamt ansvarigt för att välja stiftets biskop. Samtidigt rensades katedralen på katolska symboler. Sankt Chads relikskrin år 1538, och i en senare våg, 1548, fördes ett antal statyer bort från bland annat högkoret. Under motreformationen återkom för en kort tid katolska biskopar i stiftet, men i samband med drottning Elisabet I:s trontillträde 1559 avsattes Ralph Baines som den siste katolske biskopen som tjänstgort i katedralen. Idag finns de katolska katedralen i Birmingham (Birminghamns katolska ärkestift) och katedralen i Shrewsbury (Shrewsbury katolska stift).

### Engelska inbördeskriget – Lichfields stift
Under senmedeltiden hade det muromgärdade katedralsområdet i Lichfield blomstrat. Inte minst sankt Chads relikskrin och katedralens vårfrukapell var föremål för pilgrimsfärder. Under 1300-talet hade murarna fått krenelering och portar, vallgravar och fällgaller hade förstärkts.
Under den tidigmoderna tiden genomgick området betydande förändringar. Reformationen innebar att reliker förstördes och antalet pilgrimer minskade kraftigt. Det ståtliga biskopspalatset intill katedralen användes inte länge, och började förfalla. Efter att Henrik VIII i samband med klosterupplösningen i Coventry 1539 hade klargjort att Lichfield var det "fulla, enda och fullständiga biskopssätet och domkapitlet" började stiftets namn förändras. Det skulle dock dröja ända till restaurationen på 1660-talet innan namnskicket övergått helt från Coventry och Lichfield till Lichfield och Coventry.
Under 1600-talets inbördeskrig förvandlades katedralsområdet till en befästning och militärförläggning, som intogs av rojalister och rundhuvuden i vardera två omgångar. Under belägringen förstördes både katedralens tak och centraltornet av kanonkulor. De puritanskt inriktade rundhuvudena förstörde statyer, monument, handlingar, träsnitt och lät ta bort stora delar av taket på byggnaderna inom katedralsområdet. En av kanikerna lyckades rädda Lichfieldevangelierna från förstörelse. Först 1672 eller 1673 återlämnades bokskatten, men då enbart den första av de två ursprungliga bokdelarna.
Under Protektoratets presbyterianism avskaffades domkapitlet, vilket innebar att det under de korta fredsuppehållen inte fanns någon organisation för att reparera och återuppbygga klosterområdet. Först i juni 1660 återupptogs gudstjänstfirandet i katedralen, och i september samma år samlades kanikerna på nytt. Trots det skulle det dröja ända till 1800-talet innan en omfattande restaurering av katedralen kom att genomföras, och katedralen fick då sitt nuvarande utseende både invändigt och utvändigt.

### Industrialisering och förändring
Under 1800-talet industrialiserades området kring Lichfield kraftigt, framför allt till följd av järnbruk och keramik i norr samt industriell produktion och metallindustri i söder. Befolkningstillväxten var stor i flera städer och stiftets var mycket omfattande. Samtidigt hade biskopen och domkapitlet mycket liten rådighet för tillsättningen av de 615 prästtjänsterna med tillhörande prästlönetillgångar som fanns i stiftet i slutet av 1820-talet. För hela 65 % tillhörde patronatsrätten enskilda privatpersoner, 20 % utsågs av andra kyrkoherdar och kyrkliga befattningshavare och 9 % av Kronan. Biskopen och domkapitlet tillsatte bara 5 % av platserna, medan universitet och sjukhus ansvarade för 1 %. 
Trots reduktionen och strukturförändringar under reformationen fanns fortfarande ett stort antal peculiars, det vill säga församlingar som står under andlig tillsyn av någon annan än stiftsbiskopen. I Derbyshire och Staffordshire var det frekvent förekommande, medan Shropshire och ärkediakonatet Coventry i stort låg helt under stiftsbiskopens och ärkediakonernas tillsyn. Flertalet av dessa församlingar svarade inför dekan och domkapitel, antingen var för sig eller i förening. Andra stod under innehavaren av ett visst prebende som tillhörde någon av domkapitlets kaniker. Här skedde en omorganisation under mitten av 1800-talet, vilket innebar att katedralens inflytande över andra prästtjänster minskade.
Under 1800-talet genomfördes en större restaurering av katedralen, under sir George Gilbert Scott. Västfasadens statyer ersattes, och runt katedralen finns idag över 160 skulpturer av kungar, drottningar och helgon. Interiört har katedralen genomgått en viss förändring. Lektoriet är utfört i metall av skulptören Francis Skidmore. Golvet är tillverkat av den lokala keramiska fabriken Mintons, och har inspirerats av beläggningen i katedralens bibliotek. Korstolarna har en tydlig högviktoriansk stil.

## Bilder

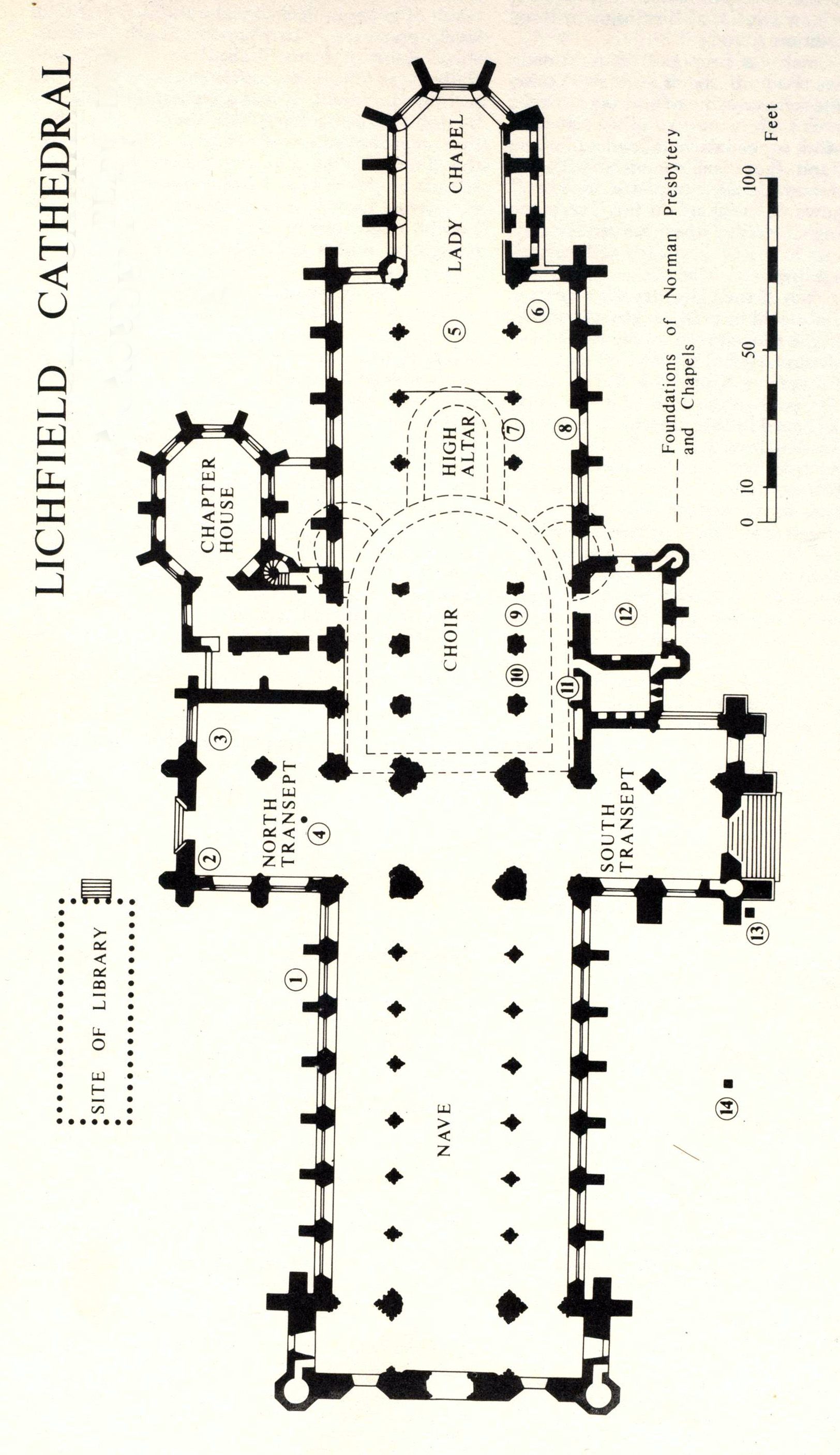
Schematisk skiss över katedralens utformning.
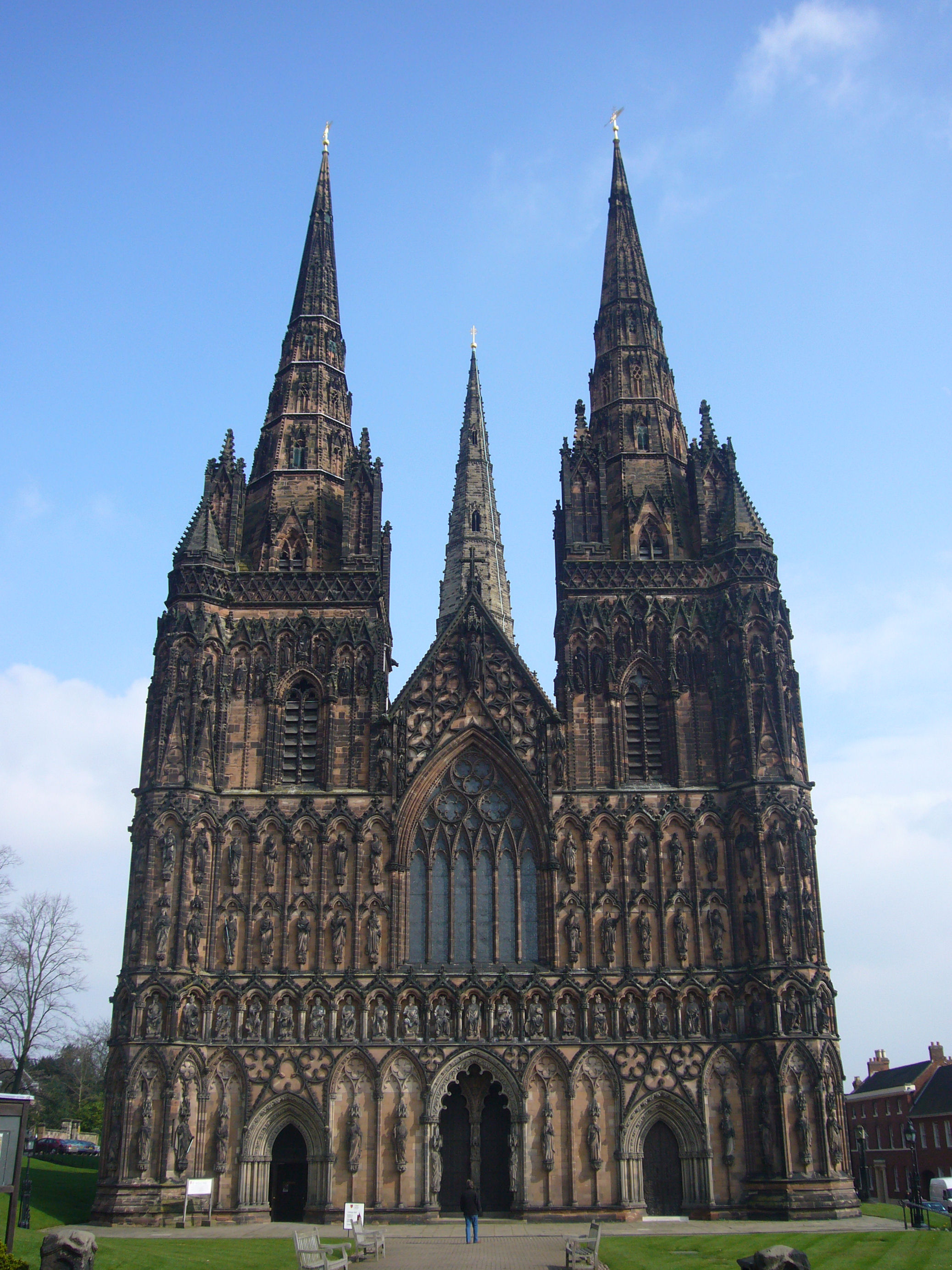
Västfasaden och de tre tornspirorna.
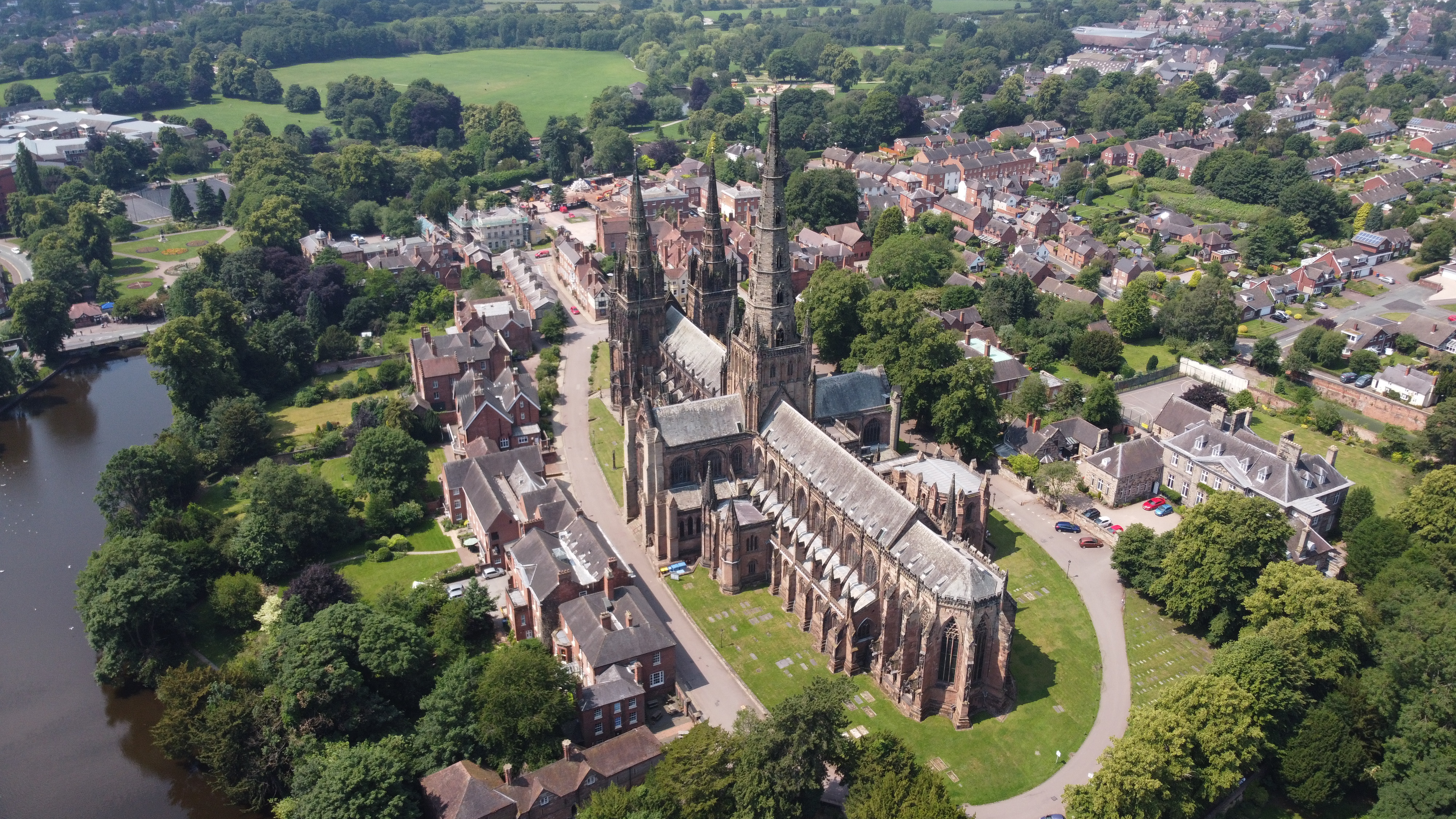
Flygfoto, juni 2020.
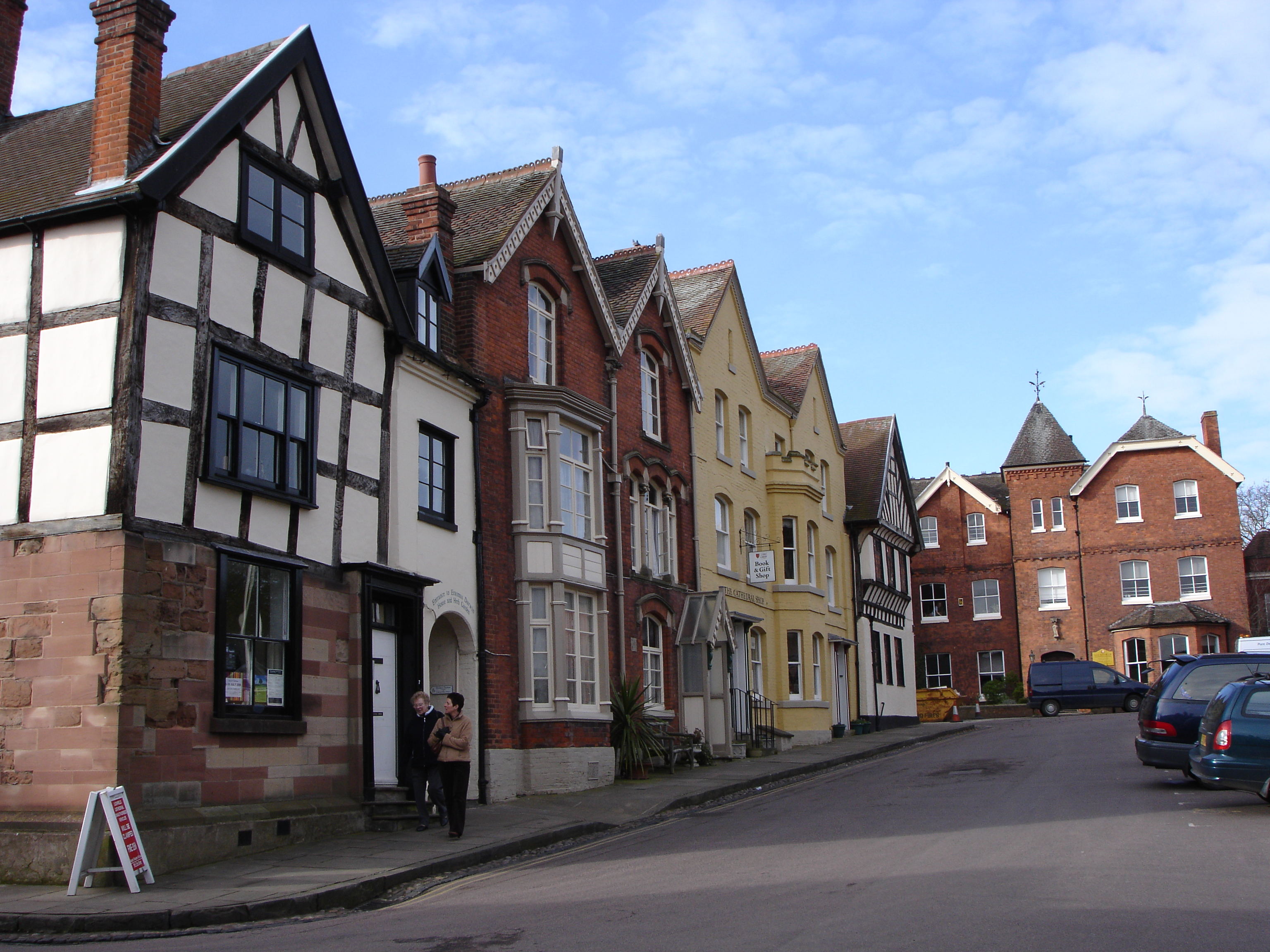
Katedralsområdet.
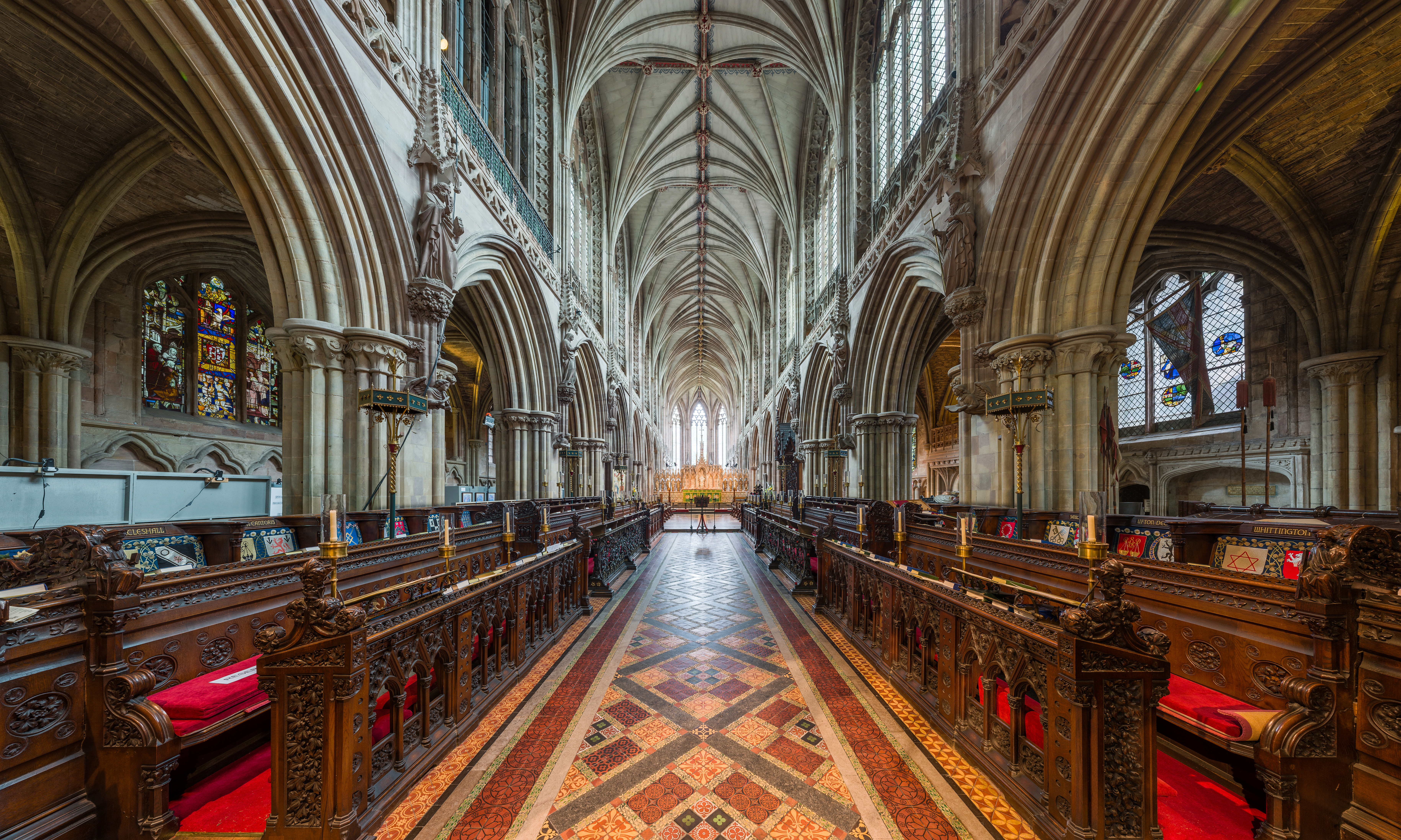
Koret.
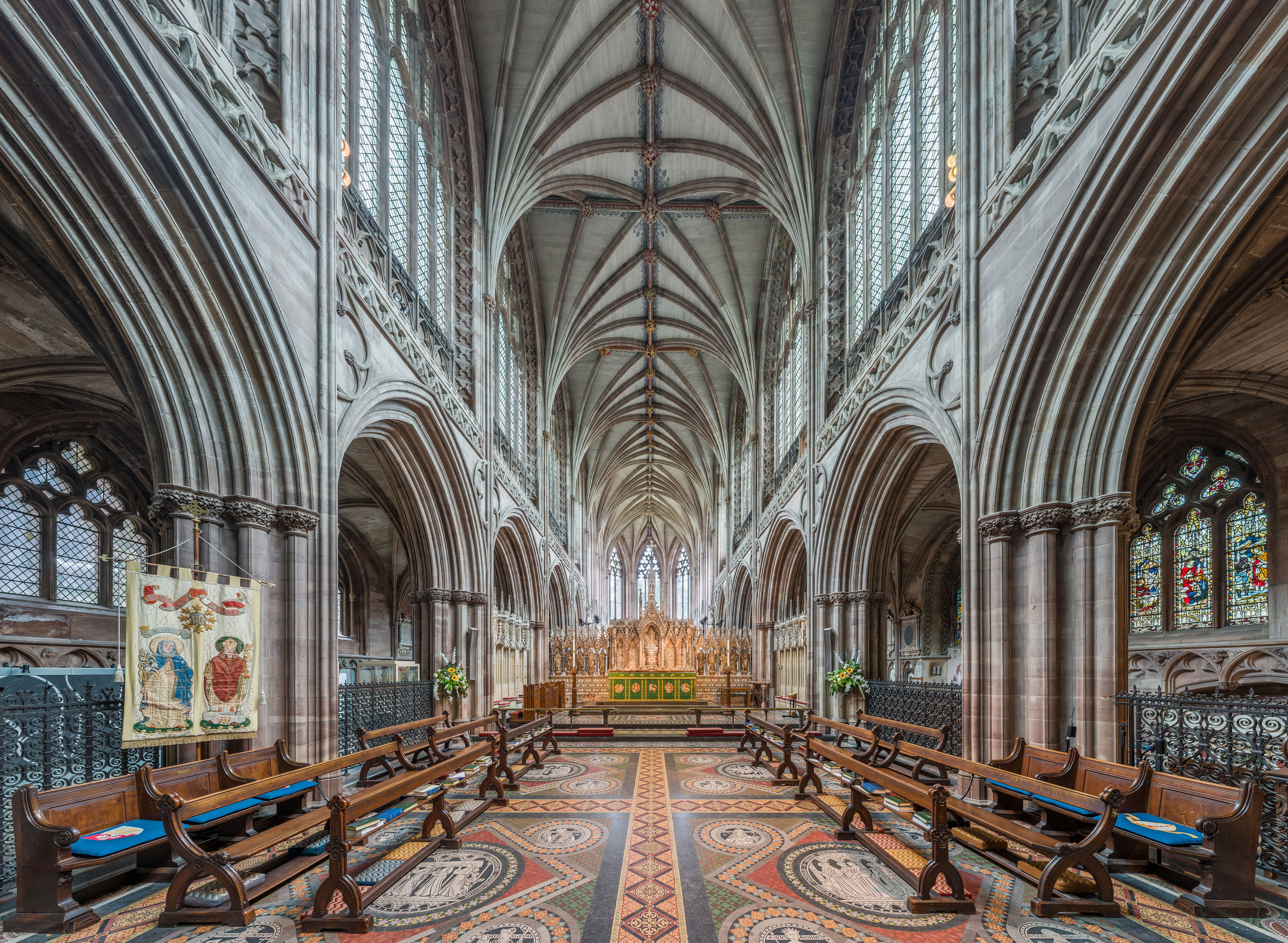
Högaltaret.
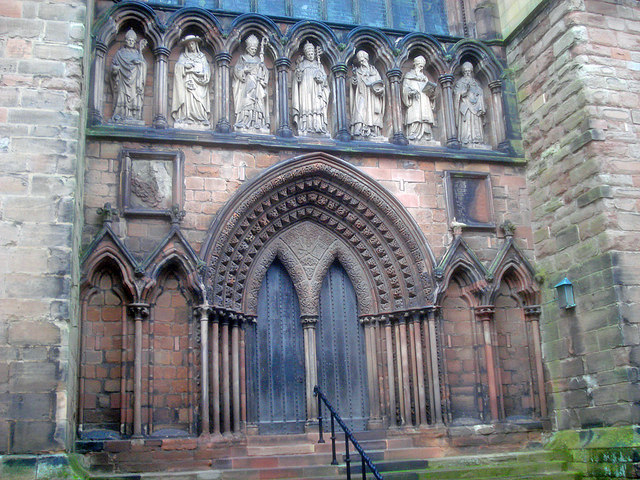
Ovanför den rikt skulpterade södra porten står sju figurer: helgonen Augustinus, Hieronymus och Ambrosius av Milano samt påvarna Gregorius den store, Johannes Chrysostomos, Athanasios och Basileios den store.
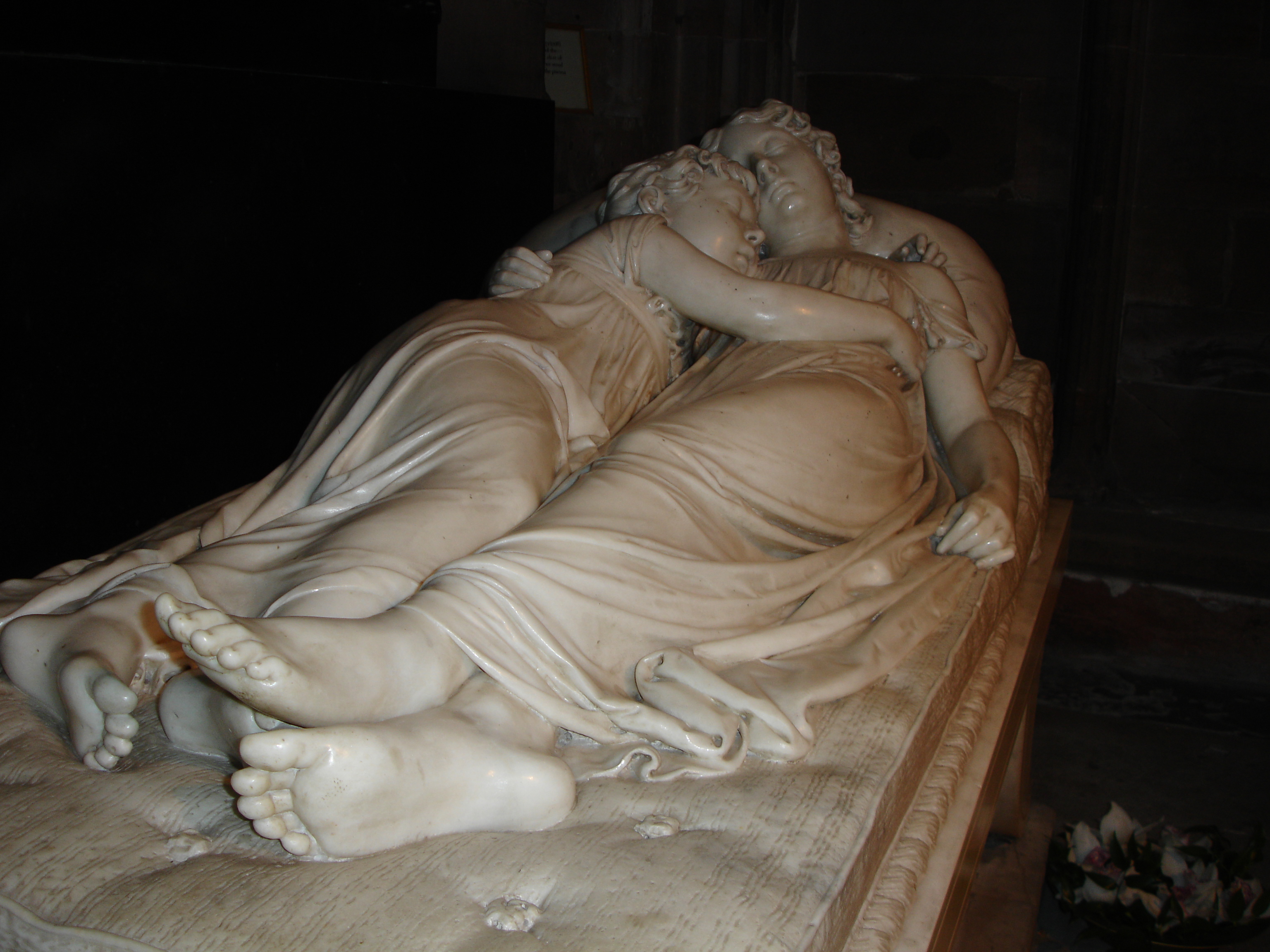
The Sleeping Children (1817) anses vara en av Francis Chantrey bästa skulpturer.
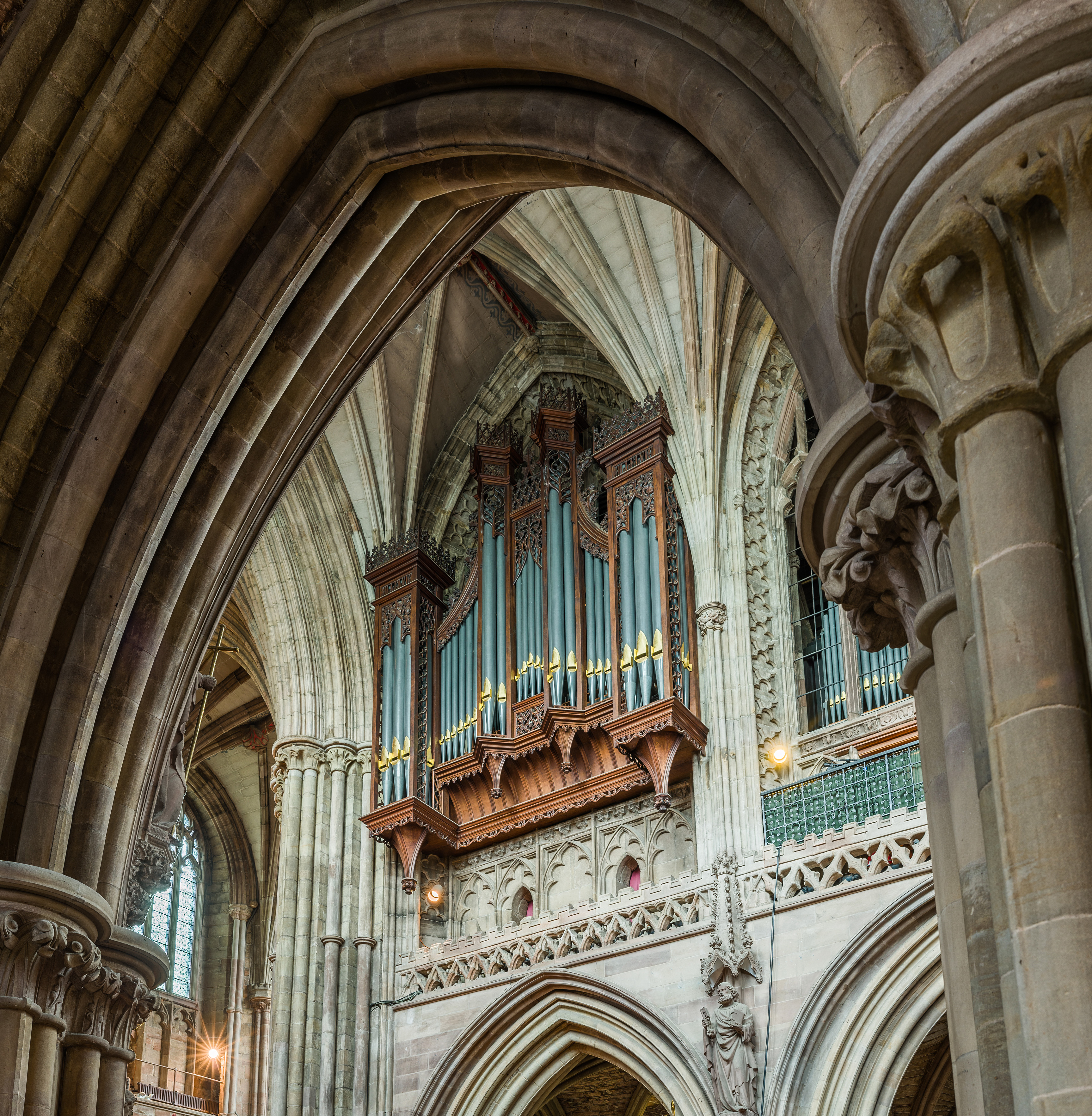
Katedralens orgel.

## Källförteckning